# Răchiți
Răchiți is een Roemeense gemeente in het district Botoșani.
Răchiți telt 4740 inwoners.